# Brede Hangeland
Brede Paulsen Hangeland (Houston, 20 giugno 1981) è un ex calciatore norvegese, difensore.

## Biografia
Hangeland nacque negli Stati Uniti poiché suo padre, lavorante per una compagnia petrolifera, dovette trasferirsi con la famiglia a Houston per due anni.

## Caratteristiche tecniche
Viene utilizzato, solitamente, come difensore centrale; la sua altezza lo aiutava nel gioco aereo, oltre a essere dotato di aggressività e agonismo. Roy Hodgson lo schierò anche da centrocampista, definendolo un calciatore di contenimento.
Si è distinto anche per la sua professionalità.

## Carriera

### Club

#### Viking
Hangeland debuttò nell'Eliteserien il 16 aprile 2001: fu schierato a centrocampo nella sfida contro il Rosenborg, vinta per quattro a tre; fu sostituito da Trygve Nygaard a circa dieci minuti dalla fine dell'incontro. Il 20 settembre dello stesso anno esordì nelle competizioni europee per club, giocando nel primo turno della Coppa UEFA 2001-2002 contro il Kilmarnock: la partita si concluse con un pareggio per uno a uno. Alla sua prima stagione al Viking, Hangeland vinse la Coppa di Norvegia 2001. Giocò infatti da titolare nel tre a zero inflitto al Bryne, che permise al club di aggiudicarsi il trofeo.
L'8 maggio 2002 arrivò il primo gol nella massima divisione norvegese: fu autore di una delle marcature che permisero alla sua squadra di imporsi per quattro a uno sul Vålerenga. Al termine del campionato 2002, fu nominato per il premio Kniksen assieme ad Ole Gunnar Solskjær e André Bergdølmo. Fu però Bergdølmo a ricevere il premio. In seguito, Hangeland fu nominato capitano del club.

#### Copenaghen
Il 16 gennaio 2006 fu acquistato dal Copenaghen. Firmò un contratto della durata di tre anni e mezzo. Esordì nella Superligaen il 12 marzo, schierato dal primo minuto nella sconfitta per tre a zero in casa del Brøndby. Il 26 luglio debuttò nella Champions League 2006-2007: fu infatti titolare nel successo per due a zero sul MyPa, nel secondo turno preliminare della competizione. Il 9 agosto segnò la prima rete nella competizione, nella sconfitta casalinga per due a uno contro l'Ajax.
Formò, assieme al compagno Michael Gravgaard, una delle difese più forti del campionato danese: i due, particolarmente abili nel gioco aereo per via della notevole stazza, furono soprannominati Copenaghen Air Force.
Con questo club, vinse due edizioni del campionato e una Royal League.

#### Fulham
Il 18 gennaio 2008, Hangeland fu acquistato dal Fulham. Si legò al club londinese con un contratto della durata di tre anni e mezzo. Il prezzo del cartellino del difensore non fu rivelato. Ai Cottagers ritrovò Roy Hodgson ed Erik Nevland, entrambi conosciuti durante la sua avventura al Viking. Hangeland dichiarò che sapeva che l'esperienza in Champions League con il Copenaghen lo avrebbe aiutato nell'ambientamento nel campionato inglese. Debuttò nella Premier League il 29 gennaio, nel pareggio a reti inviolate contro il Bolton: fu scelto da Sky Sports come migliore in campo. La squadra raggiunse la salvezza in campionato, anche grazie all'apporto del norvegese. A fine stagione, si sparse la voce che Hangeland sarebbe stato tra i papabili per ricoprire il ruolo di nuovo capitano della squadra, vista la partenza di Brian McBride. Lo stesso Hodgson dichiarò che il difensore sarebbe potuto essere un buon capitano, ma aggiunse che avrebbe avuto bisogno di più tempo per integrarsi nel gruppo.

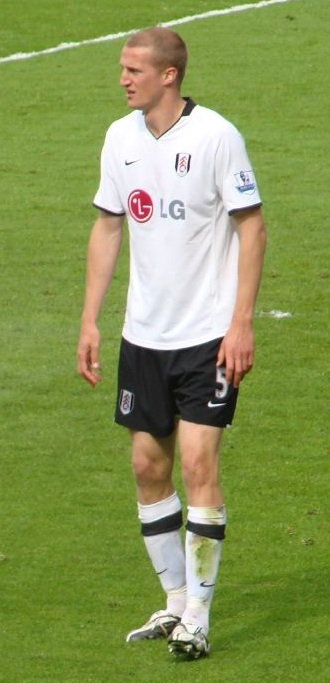
Hangeland con la maglia del Fulham.

Il 23 agosto segnò la prima rete nella massima divisione inglese, che sancì la vittoria per uno a zero contro l'Arsenal. Il campionato 2008-2009 fu quello della sua consacrazione: sfoderò numerose prestazioni positive e si affermò come uno dei centrali difensivi più forti della Premier League.
In estate, Hodgson dichiarò di non voler cedere il difensore norvegese e di avergli anzi offerto un prolungamento contrattuale. Il 22 ottobre segnò la seconda rete per il Fulham, nel pareggio casalingo per uno a uno contro la Roma, in un match valido per l'Europa League 2009-2010: su un calcio d'angolo battuto da Bjørn Helge Riise, il difensore saltò più in alto di tutti e superò un Doni tutt'altro che esente da colpe. Il 6 novembre 2009 fu premiato come miglior calciatore norvegese. Il 27 novembre rinnovò il suo accordo con il Fulham fino al 2013. Il 25 febbraio 2010 segnò nuovamente in Europa League, questa volta nel pareggio per uno a uno in casa dello Šachtar che consentì il passaggio del turno al club inglese. Fu così tra i protagonisti dell'avventura europea del club, che arrivò fino alla finale giocando 18 partite (e Hangeland scese in campo in 16 di questi). Nella finale contro l'Atlético Madrid, però, deviò il tiro d'esterno di Diego Forlán che portò in vantaggio per due a uno gli iberici, che si aggiudicarono il trofeo con questo punteggio.
Il 22 agosto 2010 fu protagonista della gara contro il Manchester United: realizzò infatti un'autorete che consentì ai Red Devils di portarsi momentaneamente in vantaggio; minuti finali, però, sfruttò un calcio d'angolo battuto da Damien Duff e colpì il pallone di testa, battendo Edwin van der Sar e siglando il gol del definitivo due pari. A dicembre, fu inserito dall'UEFA nella rosa dei possibili giocatori da votare per formare la Top 11 della stagione.
Il 28 marzo 2013 rinnovò l'accordo che lo legava al Fulham per altri due anni. Alla fine del campionato 2013-2014, il suo Fulham retrocesse nella Championship. Il 3 giugno 2014, venne rilasciato dal club.

#### Crystal Palace
Il 1º agosto 2014 firmò un contratto annuale con il Crystal Palace.
10 giugno 2015 in scadenza dopo aver deciso di non rinnovare il suo contratto rimane svincolato ma cinque giorni dopo il club gli fa cambiare idea rinnovandogli per un altro anno il contratto con scadenza nel 2016.
Alla fine della seconda stagione con i rossoblù ha annunciato il suo ritiro.

### Nazionale
Hangeland giocò 12 partite per la Norvegia under 21, senza reti all'attivo. Debuttò il 25 aprile 2001, sostituendo Erlend Hanstveit nel pareggio per due a due contro il Portogallo under 21.
Esordì nella Nazionale maggiore il 20 novembre 2002: fu titolare nel successo in amichevole per uno a zero in casa dell'Austria. Il 6 settembre 2003 disputò il primo match nelle qualificazioni al campionato d'Europa 2004, quando gli scandinavi furono sconfitti per uno a zero dalla Bosnia ed Erzegovina a Sarajevo. La Norvegia mancò però la qualificazione alla fase finale del torneo.
Partecipò più attivamente alla campagna di qualificazione per il campionato del mondo 2006, giocando anche nei play-off contro la Rep. Ceca, da cui i norvegesi uscirono sconfitti.
La selezione scandinava mancò l'accesso alla fase finale anche al campionato d'Europa 2008. Ad agosto di quell'anno, però, Hangeland fu nominato dal commissario tecnico Åge Hareide come nuovo capitano della Nazionale. Giocò il primo match con la fascia il 20 agosto, nel pareggio in amichevole a Dublino contro l'Irlanda per uno a uno.
Dopo aver mancato l'approdo alla fase finale del campionato del mondo 2010, la Norvegia si concentrò sulle qualificazioni per il campionato d'Europa 2012. Il 3 settembre 2010, Hangeland segnò la prima rete in Nazionale: fu autore del gol del momentaneo uno a uno contro l'Islanda e la sua squadra si aggiudicò poi l'incontro grazie al vantaggio siglato da Mohammed Abdellaoue.
Il 19 agosto 2014 annunciò il proprio ritiro dalla Nazionale, chiudendo con 91 presenze e 4 reti.

## Statistiche

### Presenze e reti nei club
Statistiche aggiornate al 18 agosto 2014.
| Stagione          | Club              | Campionato        | Campionato | Campionato | Coppe nazionali | Coppe nazionali | Coppe nazionali | Coppe continentali | Coppe continentali | Coppe continentali | Supercoppe | Supercoppe | Supercoppe | Totale | Totale |
| Stagione          | Club              | Comp              | Pres       | Reti       | Comp            | Pres            | Reti            | Comp               | Pres               | Reti               | Comp       | Pres       | Reti       | Pres   | Reti   |
| ----------------- | ----------------- | ----------------- | ---------- | ---------- | --------------- | --------------- | --------------- | ------------------ | ------------------ | ------------------ | ---------- | ---------- | ---------- | ------ | ------ |
| 2001              | Viking            | ES                | 22         | 0          | CN              | 7               | 0               | CU                 | 4                  | 0                  | -          | -          | -          | 33     | 0      |
| 2002              | Viking            | ES                | 26         | 2          | CN              | 7               | 0               | CU                 | 4                  | 0                  | -          | -          | -          | 37     | 2      |
| 2003              | Viking            | ES                | 26         | 1          | CN              | 6               | 0               | -                  | -                  | -                  | -          | -          | -          | 32     | 1      |
| 2004              | Viking            | ES                | 14         | 3          | CN              | 0               | 0               | -                  | -                  | -                  | -          | -          | -          | 14     | 3      |
| 2005              | Viking            | ES                | 26         | 0          | CN              | 3               | 0               | CU                 | 10                 | 0                  | -          | -          | -          | 39     | 0      |
| Totale Viking     | Totale Viking     | Totale Viking     | 114        | 6          |                 | 23              | 0               |                    | 18                 | 0                  |            | -          | -          | 155    | 6      |
| gen.-mag. 2006    | Copenaghen        | SL                | 13         | 1          | CD              | 1               | 0               | CU                 | 0                  | 0                  | -          | -          | -          | 14     | 1      |
| 2006-2007         | Copenaghen        | SL                | 32         | 0          | CD              | 6               | 1               | UCL                | 10                 | 1                  | -          | -          | -          | 48     | 2      |
| 2007-gen. 2008    | Copenaghen        | SL                | 18         | 2          | CD              | 2               | 0               | UCL+CU             | 4+5                | 0                  | -          | -          | -          | 29     | 2      |
| Totale Copenaghen | Totale Copenaghen | Totale Copenaghen | 63         | 3          |                 | 9               | 1               |                    | 19                 | 1                  |            | -          | -          | 91     | 5      |
| gen.-giu. 2008    | Fulham            | PL                | 15         | 0          | FACup+CdL       | 0               | 0               | -                  | -                  | -                  | -          | -          | -          | 15     | 0      |
| 2008-2009         | Fulham            | PL                | 37         | 1          | FACup+CdL       | 5+1             | 0               | -                  | -                  | -                  | -          | -          | -          | 43     | 1      |
| 2009-2010         | Fulham            | PL                | 32         | 1          | FACup+CdL       | 4+0             | 0               | UEL                | 16                 | 2                  | -          | -          | -          | 52     | 3      |
| 2010-2011         | Fulham            | PL                | 37         | 6          | FACup+CdL       | 3+2             | 1+0             | -                  | -                  | -                  | -          | -          | -          | 42     | 7      |
| 2011-2012         | Fulham            | PL                | 38         | 0          | FACup+CdL       | 2+0             | 0               | UEL                | 14                 | 0                  | -          | -          | -          | 54     | 0      |
| 2012-2013         | Fulham            | PL                | 35         | 0          | FACup+CdL       | 3+1             | 1+0             | -                  | -                  | -                  | -          | -          | -          | 39     | 1      |
| 2013-2014         | Fulham            | PL                | 23         | 0          | FACup+CdL       | 2+2             | 0               | -                  | -                  | -                  | -          | -          | -          | 27     | 0      |
| Totale Fulham     | Totale Fulham     | Totale Fulham     | 217        | 8          |                 | 25              | 2               |                    | 30                 | 2                  |            | -          | -          | 272    | 12     |
| 2014-2015         | Crystal Palace    | PL                | 18         | 2          | FACup+CdL       | 0+2             | 0+0             | -                  | -                  | -                  | -          | -          | -          | 20     | 2      |
| Totale            | Totale            | Totale            | 396        | 18         |                 | 57              | 3               |                    | 67                 | 3                  |            | 0          | 0          | 522    | 24     |

### Cronologia presenze e reti in nazionale
| Cronologia completa delle presenze e delle reti in nazionale ― Norvegia | Cronologia completa delle presenze e delle reti in nazionale ― Norvegia | Cronologia completa delle presenze e delle reti in nazionale ― Norvegia | Cronologia completa delle presenze e delle reti in nazionale ― Norvegia | Cronologia completa delle presenze e delle reti in nazionale ― Norvegia | Cronologia completa delle presenze e delle reti in nazionale ― Norvegia | Cronologia completa delle presenze e delle reti in nazionale ― Norvegia | Cronologia completa delle presenze e delle reti in nazionale ― Norvegia |
| Data                                                                    | Città                                                                   | In casa                                                                 | Risultato                                                               | Ospiti                                                                  | Competizione                                                            | Reti                                                                    | Note                                                                    |
| ----------------------------------------------------------------------- | ----------------------------------------------------------------------- | ----------------------------------------------------------------------- | ----------------------------------------------------------------------- | ----------------------------------------------------------------------- | ----------------------------------------------------------------------- | ----------------------------------------------------------------------- | ----------------------------------------------------------------------- |
| 20-11-2002                                                              | Vienna                                                                  | Austria                                                                 | 0 – 1                                                                   | Norvegia                                                                | Amichevole                                                              | -                                                                       |                                                                         |
| 26-1-2003                                                               | Sharjah                                                                 | Emirati Arabi Uniti                                                     | 1 – 1                                                                   | Norvegia                                                                | Amichevole                                                              | -                                                                       |                                                                         |
| 28-1-2003                                                               | Mascate                                                                 | Oman                                                                    | 1 – 2                                                                   | Norvegia                                                                | Amichevole                                                              | -                                                                       |                                                                         |
| 12-2-2003                                                               | Candia                                                                  | Grecia                                                                  | 1 – 0                                                                   | Norvegia                                                                | Amichevole                                                              | -                                                                       | 46’                                                                     |
| 30-4-2003                                                               | Dublino                                                                 | Irlanda                                                                 | 1 – 0                                                                   | Norvegia                                                                | Amichevole                                                              | -                                                                       |                                                                         |
| 20-8-2003                                                               | Oslo                                                                    | Norvegia                                                                | 0 – 0                                                                   | Scozia                                                                  | Amichevole                                                              | -                                                                       | 46’                                                                     |
| 6-9-2003                                                                | Zenica                                                                  | Bosnia ed Erzegovina                                                    | 1 – 0                                                                   | Norvegia                                                                | Qual. Euro 2004                                                         | -                                                                       | 72’                                                                     |
| 10-9-2003                                                               | Oslo                                                                    | Norvegia                                                                | 0 – 1                                                                   | Portogallo                                                              | Amichevole                                                              | -                                                                       |                                                                         |
| 22-1-2004                                                               | Hong Kong                                                               | Svezia                                                                  | 0 – 3                                                                   | Norvegia                                                                | Amichevole                                                              | -                                                                       |                                                                         |
| 25-1-2004                                                               | Hong Kong                                                               | Honduras                                                                | 1 – 3                                                                   | Norvegia                                                                | Amichevole                                                              | -                                                                       | 71’                                                                     |
| 28-1-2004                                                               | Singapore                                                               | Singapore                                                               | 2 – 5                                                                   | Norvegia                                                                | Amichevole                                                              | -                                                                       | 68’                                                                     |
| 18-2-2004                                                               | Belfast                                                                 | Irlanda del Nord                                                        | 1 – 4                                                                   | Norvegia                                                                | Amichevole                                                              | -                                                                       |                                                                         |
| 28-4-2004                                                               | Oslo                                                                    | Norvegia                                                                | 3 – 2                                                                   | Russia                                                                  | Amichevole                                                              | -                                                                       | 46’                                                                     |
| 16-11-2004                                                              | Londra                                                                  | Australia                                                               | 2 – 2                                                                   | Norvegia                                                                | Amichevole                                                              | -                                                                       | 77’                                                                     |
| 20-4-2005                                                               | Tallinn                                                                 | Estonia                                                                 | 1 – 2                                                                   | Norvegia                                                                | Amichevole                                                              | -                                                                       | 65’                                                                     |
| 24-5-2005                                                               | Oslo                                                                    | Norvegia                                                                | 1 – 0                                                                   | Costa Rica                                                              | Amichevole                                                              | -                                                                       |                                                                         |
| 8-6-2005                                                                | Stoccolma                                                               | Svezia                                                                  | 2 – 3                                                                   | Norvegia                                                                | Amichevole                                                              | -                                                                       |                                                                         |
| 8-10-2005                                                               | Oslo                                                                    | Norvegia                                                                | 1 – 0                                                                   | Moldavia                                                                | Qual. Mondiali 2006                                                     | -                                                                       |                                                                         |
| 12-10-2005                                                              | Minsk                                                                   | Bielorussia                                                             | 0 – 1                                                                   | Norvegia                                                                | Qual. Mondiali 2006                                                     | -                                                                       |                                                                         |
| 12-11-2005                                                              | Oslo                                                                    | Norvegia                                                                | 0 – 1                                                                   | Rep. Ceca                                                               | Qual. Mondiali 2006                                                     | -                                                                       |                                                                         |
| 16-11-2005                                                              | Praga                                                                   | Rep. Ceca                                                               | 1 – 0                                                                   | Norvegia                                                                | Qual. Mondiali 2006                                                     | -                                                                       |                                                                         |
| 25-1-2006                                                               | San Francisco                                                           | Messico                                                                 | 2 – 1                                                                   | Norvegia                                                                | Amichevole                                                              | -                                                                       | cap.                                                                    |
| 29-1-2006                                                               | Los Angeles                                                             | Stati Uniti                                                             | 5 – 0                                                                   | Norvegia                                                                | Amichevole                                                              | -                                                                       | cap.                                                                    |
| 1-3-2006                                                                | Dakar                                                                   | Senegal                                                                 | 2 – 1                                                                   | Norvegia                                                                | Amichevole                                                              | -                                                                       | 46’                                                                     |
| 24-5-2006                                                               | Oslo                                                                    | Norvegia                                                                | 2 – 2                                                                   | Paraguay                                                                | Amichevole                                                              | -                                                                       |                                                                         |
| 1-6-2006                                                                | Oslo                                                                    | Norvegia                                                                | 0 – 0                                                                   | Corea del Sud                                                           | Amichevole                                                              | -                                                                       |                                                                         |
| 16-8-2006                                                               | Oslo                                                                    | Norvegia                                                                | 1 – 1                                                                   | Brasile                                                                 | Amichevole                                                              | -                                                                       |                                                                         |
| 2-9-2006                                                                | Budapest                                                                | Ungheria                                                                | 1 – 4                                                                   | Norvegia                                                                | Qual. Euro 2008                                                         | -                                                                       |                                                                         |
| 6-9-2006                                                                | Oslo                                                                    | Norvegia                                                                | 2 – 0                                                                   | Moldavia                                                                | Qual. Euro 2008                                                         | -                                                                       |                                                                         |
| 7-10-2006                                                               | Atene                                                                   | Grecia                                                                  | 1 – 0                                                                   | Norvegia                                                                | Qual. Euro 2008                                                         | -                                                                       |                                                                         |
| 7-2-2007                                                                | Fiume                                                                   | Croazia                                                                 | 2 – 1                                                                   | Norvegia                                                                | Amichevole                                                              | -                                                                       |                                                                         |
| 24-3-2007                                                               | Oslo                                                                    | Norvegia                                                                | 1 – 2                                                                   | Bosnia ed Erzegovina                                                    | Qual. Euro 2008                                                         | -                                                                       |                                                                         |
| 28-3-2007                                                               | Francoforte                                                             | Turchia                                                                 | 2 – 2                                                                   | Norvegia                                                                | Qual. Euro 2008                                                         | -                                                                       |                                                                         |
| 2-6-2007                                                                | Oslo                                                                    | Norvegia                                                                | 4 – 0                                                                   | Malta                                                                   | Qual. Euro 2008                                                         | -                                                                       |                                                                         |
| 6-6-2007                                                                | Oslo                                                                    | Norvegia                                                                | 4 – 0                                                                   | Ungheria                                                                | Qual. Euro 2008                                                         | -                                                                       |                                                                         |
| 22-8-2007                                                               | Oslo                                                                    | Norvegia                                                                | 2 – 1                                                                   | Argentina                                                               | Amichevole                                                              | -                                                                       |                                                                         |
| 8-9-2007                                                                | Chișinău                                                                | Moldavia                                                                | 0 – 1                                                                   | Norvegia                                                                | Qual. Euro 2008                                                         | -                                                                       |                                                                         |
| 12-9-2007                                                               | Oslo                                                                    | Norvegia                                                                | 2 – 2                                                                   | Grecia                                                                  | Qual. Euro 2008                                                         | -                                                                       |                                                                         |
| 17-10-2007                                                              | Sarajevo                                                                | Bosnia ed Erzegovina                                                    | 0 – 2                                                                   | Norvegia                                                                | Qual. Euro 2008                                                         | -                                                                       |                                                                         |
| 17-11-2007                                                              | Oslo                                                                    | Norvegia                                                                | 1 – 2                                                                   | Turchia                                                                 | Qual. Euro 2008                                                         | -                                                                       |                                                                         |
| 21-11-2007                                                              | Ta' Qali                                                                | Malta                                                                   | 1 – 4                                                                   | Norvegia                                                                | Qual. Euro 2008                                                         | -                                                                       |                                                                         |
| 6-2-2008                                                                | Wrexham                                                                 | Galles                                                                  | 3 – 0                                                                   | Norvegia                                                                | Amichevole                                                              | -                                                                       | 61’                                                                     |
| 26-3-2008                                                               | Podgorica                                                               | Montenegro                                                              | 3 – 1                                                                   | Norvegia                                                                | Amichevole                                                              | -                                                                       | 52’                                                                     |
| 28-5-2008                                                               | Oslo                                                                    | Norvegia                                                                | 2 – 2                                                                   | Uruguay                                                                 | Amichevole                                                              | -                                                                       |                                                                         |
| 20-8-2008                                                               | Oslo                                                                    | Norvegia                                                                | 1 – 1                                                                   | Irlanda                                                                 | Amichevole                                                              | -                                                                       | cap.                                                                    |
| 6-9-2008                                                                | Oslo                                                                    | Norvegia                                                                | 2 – 2                                                                   | Islanda                                                                 | Qual. Mondiali 2010                                                     | -                                                                       | cap.                                                                    |
| 11-10-2008                                                              | Glasgow                                                                 | Scozia                                                                  | 0 – 0                                                                   | Norvegia                                                                | Qual. Mondiali 2010                                                     | -                                                                       | cap.                                                                    |
| 15-10-2008                                                              | Oslo                                                                    | Norvegia                                                                | 0 – 1                                                                   | Paesi Bassi                                                             | Qual. Mondiali 2010                                                     | -                                                                       | cap. 35’                                                                |
| 19-11-2008                                                              | Dnipropetrovs'k                                                         | Ucraina                                                                 | 1 – 0                                                                   | Norvegia                                                                | Amichevole                                                              | -                                                                       | cap.                                                                    |
| 11-2-2009                                                               | Düsseldorf                                                              | Germania                                                                | 0 – 1                                                                   | Norvegia                                                                | Amichevole                                                              | -                                                                       | cap.                                                                    |
| 28-3-2009                                                               | Rustenburg                                                              | Sudafrica                                                               | 2 – 1                                                                   | Norvegia                                                                | Amichevole                                                              | -                                                                       | cap.                                                                    |
| 1-4-2009                                                                | Oslo                                                                    | Norvegia                                                                | 3 – 2                                                                   | Finlandia                                                               | Amichevole                                                              | -                                                                       | cap.                                                                    |
| 6-6-2009                                                                | Skopje                                                                  | Macedonia                                                               | 0 – 0                                                                   | Norvegia                                                                | Qual. Mondiali 2010                                                     | -                                                                       | cap. 54’                                                                |
| 12-8-2009                                                               | Oslo                                                                    | Norvegia                                                                | 4 – 0                                                                   | Scozia                                                                  | Qual. Mondiali 2010                                                     | -                                                                       | cap.                                                                    |
| 5-9-2009                                                                | Reykjavík                                                               | Islanda                                                                 | 1 – 1                                                                   | Norvegia                                                                | Qual. Mondiali 2010                                                     | -                                                                       | cap.                                                                    |
| 9-9-2009                                                                | Oslo                                                                    | Norvegia                                                                | 2 – 1                                                                   | Macedonia                                                               | Qual. Mondiali 2010                                                     | -                                                                       | cap.                                                                    |
| 14-11-2009                                                              | Ginevra                                                                 | Svizzera                                                                | 0 – 1                                                                   | Norvegia                                                                | Amichevole                                                              | -                                                                       | cap.                                                                    |
| 3-3-2010                                                                | Žilina                                                                  | Slovacchia                                                              | 0 – 1                                                                   | Norvegia                                                                | Amichevole                                                              | -                                                                       | cap. 74’                                                                |
| 29-5-2010                                                               | Oslo                                                                    | Norvegia                                                                | 2 – 1                                                                   | Montenegro                                                              | Amichevole                                                              | -                                                                       | cap.                                                                    |
| 2-6-2010                                                                | Oslo                                                                    | Norvegia                                                                | 0 – 1                                                                   | Ucraina                                                                 | Amichevole                                                              | -                                                                       | cap.                                                                    |
| 11-8-2010                                                               | Oslo                                                                    | Norvegia                                                                | 2 – 1                                                                   | Francia                                                                 | Amichevole                                                              | -                                                                       | cap.                                                                    |
| 3-9-2010                                                                | Reykjavík                                                               | Islanda                                                                 | 1 – 2                                                                   | Norvegia                                                                | Qual. Euro 2012                                                         | 1                                                                       | cap. 83’                                                                |
| 7-9-2010                                                                | Oslo                                                                    | Norvegia                                                                | 1 – 0                                                                   | Portogallo                                                              | Qual. Euro 2012                                                         | -                                                                       | cap.                                                                    |
| 8-10-2010                                                               | Larnaca                                                                 | Cipro                                                                   | 1 – 2                                                                   | Norvegia                                                                | Qual. Euro 2012                                                         | -                                                                       | cap.                                                                    |
| 12-10-2010                                                              | Zagabria                                                                | Croazia                                                                 | 2 – 1                                                                   | Norvegia                                                                | Amichevole                                                              | -                                                                       | cap. 64’                                                                |
| 17-11-2010                                                              | Dublino                                                                 | Irlanda                                                                 | 1 – 2                                                                   | Norvegia                                                                | Amichevole                                                              | -                                                                       | cap.                                                                    |
| 9-2-2011                                                                | Faro                                                                    | Polonia                                                                 | 1 – 0                                                                   | Norvegia                                                                | Amichevole                                                              | -                                                                       | cap.                                                                    |
| 26-3-2011                                                               | Oslo                                                                    | Norvegia                                                                | 1 – 1                                                                   | Danimarca                                                               | Qual. Euro 2012                                                         | -                                                                       | cap.                                                                    |
| 4-6-2011                                                                | Lisbona                                                                 | Portogallo                                                              | 1 – 0                                                                   | Norvegia                                                                | Qual. Euro 2012                                                         | -                                                                       | cap.                                                                    |
| 7-6-2011                                                                | Oslo                                                                    | Norvegia                                                                | 1 – 0                                                                   | Lituania                                                                | Amichevole                                                              | -                                                                       | cap.                                                                    |
| 2-9-2011                                                                | Oslo                                                                    | Norvegia                                                                | 1 – 0                                                                   | Islanda                                                                 | Qual. Euro 2012                                                         | -                                                                       | cap.                                                                    |
| 6-9-2011                                                                | Copenaghen                                                              | Danimarca                                                               | 2 – 0                                                                   | Norvegia                                                                | Qual. Euro 2012                                                         | -                                                                       | cap. 67’                                                                |
| 12-11-2011                                                              | Cardiff                                                                 | Galles                                                                  | 4 – 1                                                                   | Norvegia                                                                | Amichevole                                                              | -                                                                       | cap.                                                                    |
| 26-5-2012                                                               | Oslo                                                                    | Norvegia                                                                | 0 – 1                                                                   | Inghilterra                                                             | Amichevole                                                              | -                                                                       | cap.                                                                    |
| 2-6-2012                                                                | Oslo                                                                    | Norvegia                                                                | 1 – 1                                                                   | Croazia                                                                 | Amichevole                                                              | -                                                                       | cap.                                                                    |
| 15-8-2012                                                               | Oslo                                                                    | Norvegia                                                                | 2 – 3                                                                   | Grecia                                                                  | Amichevole                                                              | 1                                                                       | cap.                                                                    |
| 7-9-2012                                                                | Reykjavík                                                               | Islanda                                                                 | 2 – 0                                                                   | Norvegia                                                                | Qual. Mondiali 2014                                                     | -                                                                       | cap.                                                                    |
| 11-9-2012                                                               | Oslo                                                                    | Norvegia                                                                | 2 – 1                                                                   | Slovenia                                                                | Qual. Mondiali 2014                                                     | -                                                                       | cap.                                                                    |
| 12-10-2012                                                              | Berna                                                                   | Svizzera                                                                | 1 – 1                                                                   | Norvegia                                                                | Qual. Mondiali 2014                                                     | 1                                                                       | cap.                                                                    |
| 16-10-2012                                                              | Larnaca                                                                 | Cipro                                                                   | 1 – 3                                                                   | Norvegia                                                                | Qual. Mondiali 2014                                                     | 1                                                                       | cap.                                                                    |
| 14-11-2012                                                              | Budapest                                                                | Ungheria                                                                | 0 – 2                                                                   | Norvegia                                                                | Amichevole                                                              | -                                                                       | cap.                                                                    |
| 6-2-2013                                                                | Siviglia                                                                | Ucraina                                                                 | 2 – 0                                                                   | Norvegia                                                                | Amichevole                                                              | -                                                                       | cap. 46’                                                                |
| 22-3-2013                                                               | Oslo                                                                    | Norvegia                                                                | 0 – 1                                                                   | Albania                                                                 | Qual. Mondiali 2014                                                     | -                                                                       | cap.                                                                    |
| 7-6-2013                                                                | Oslo                                                                    | Albania                                                                 | 1 – 1                                                                   | Norvegia                                                                | Qual. Mondiali 2014                                                     | -                                                                       | cap.                                                                    |
| 14-8-2013                                                               | Solna                                                                   | Svezia                                                                  | 4 – 2                                                                   | Norvegia                                                                | Amichevole                                                              | -                                                                       | cap.                                                                    |
| 6-9-2013                                                                | Oslo                                                                    | Norvegia                                                                | 2 – 0                                                                   | Cipro                                                                   | Qual. Mondiali 2014                                                     | -                                                                       | cap.                                                                    |
| 10-9-2013                                                               | Oslo                                                                    | Norvegia                                                                | 0 – 2                                                                   | Svizzera                                                                | Qual. Mondiali 2014                                                     | -                                                                       | cap.                                                                    |
| 11-10-2013                                                              | Maribor                                                                 | Slovenia                                                                | 3 – 0                                                                   | Norvegia                                                                | Qual. Mondiali 2014                                                     | -                                                                       | cap. 90+1’                                                              |
| 15-10-2013                                                              | Oslo                                                                    | Norvegia                                                                | 1 – 1                                                                   | Islanda                                                                 | Qual. Mondiali 2014                                                     | -                                                                       | cap.                                                                    |
| 5-3-2014                                                                | Praga                                                                   | Rep. Ceca                                                               | 2 – 2                                                                   | Norvegia                                                                | Amichevole                                                              | -                                                                       | cap.                                                                    |
| 27-5-2014                                                               | Saint-Denis                                                             | Francia                                                                 | 4 – 0                                                                   | Norvegia                                                                | Amichevole                                                              | -                                                                       | cap.                                                                    |
| Totale                                                                  |                                                                         | Presenze (5º posto)                                                     | 91                                                                      |                                                                         | Reti                                                                    | 4                                                                       |                                                                         |

## Palmarès

### Club

#### Competizioni nazionali
- Coppa di Norvegia: 1

Viking: 2001
- Campionato danese: 2

Copenaghen: 2005-2006, 2006-2007

#### Competizioni internazionali
- Royal League: 1

Copenhagen: 2005-2006

### Individuale
- Giocatore norvegese dell'anno: 1

2009